# Валя-Узей
Валя-Узей (рум. Valea Uzei) — село у повіті Алба в Румунії. Входить до складу комуни Римец.
Село розташоване на відстані 290 км на північний захід від Бухареста, 26 км на північ від Алба-Юлії, 52 км на південь від Клуж-Напоки.

## Населення
За даними перепису населення 2002 року у селі проживали 59 осіб, усі — румуни. Усі жителі села рідною мовою назвали румунську.